# Historia Brittonum
Historia Brittonum или Историја Брита је дело непознатог аутора о историји Брита. 

## Дело
Све до половине 20. века се веровало да је Historia Brittonum написао велшки монах Неније. Међутим, проучавајући старост списа, научници су оспорили Ненијево ауторство. Дело је настало нешто после 820. године. За старија времена, као извори су коришћена дела Проспера Тирона, Јеронима, Исидора Севиљског, "Ускршње таблице" Викторија Аквитанца, Гилда, Беда Венерабилис, локална легенда о Светом Патрикију, локална песма о Артуру, Књига светог Германа и англосаксонски материјали о Хенгисту и Хорси. У овом делу се први пут помиње краљ Артур и његови подвизи. 